# نورا باري فيشر
نورا باري فيشر (بالإنجليزية: Nora Barry Fischer)‏ هي قاضية ومحامية أمريكية، ولدت في 15 يونيو 1951 في هومستد ‏ في الولايات المتحدة.